# 第13回全国中等学校ラグビーフットボール大会
第13回全国中等学校ラグビーフットボール大会（だい13かいぜんこくちゅうとうがっこうラグビーフットボールたいかい）は、1931年（昭和6年）1月に兵庫県西宮市の甲子園南運動場で開催された、旧制中学校・実業学校および師範学校を対象としたラグビー競技大会である。

## 概要
今大会から台湾の学校が参加した。

## 参加チーム
- 秋田県立秋田工業学校（秋田県・実業学校）（2年連続2回目）
- 名教中学校（東京都）（初出場）
- 同志社中学校（京都府）（12大会連続12回目）
- 兵庫県立第一神戸中学校（兵庫県）（3年連続3回目）
- 天理中学校（奈良県）（2年連続3回目）
- 福岡県立福岡中学校（福岡県）（2年連続4回目）
- 台北州立台北第一中学校（外地）（初出場）
- 京城師範学校（外地・師範学校）（2年連続2回目）

## 試合結果

### 1回戦
- 神戸一中11-18 天理中
- 名教中0-14 福岡中
- 台北一中8-19 同志社中
- 秋田工6-31 京城師

### 準決勝
- 天理中 12-3福岡中
- 同志社中3-19 京城師

### 決勝
京城師が外地の学校として、また師範学校としても初の優勝を果たした。
- 京城師 34-3天理中